# Centro (Fortaleza)
Centro de Fortaleza designa tanto um bairro da cidade de Fortaleza, no estado do Ceará, no Brasil, quanto a região em que este bairro está inserido, que é justamente a zona central da cidade. É nessa região que estão os mais antigos prédios da cidade.

## História
O bairro desenvolveu-se às margens do riacho Pajeú. O bairro abriga o berço histórico da cidade: o Forte Schoonenborch, construído pelos holandeses durante sua segunda permanência no local, entre 1649 e 1654. O lema da cidade de Fortaleza (presente em seu brasão) é a palavra em latim Fortitudine, que, em português, significa: "força, valor, coragem". Ao longo dos séculos XIX e XX, Fortaleza passou por uma concentração de atividades diversificadas em torno dos bairros residenciais que estavam em formação na região central da cidade. Em poucos anos, as funções políticas reforçavam o desenvolvimento econômico da cidade, promovendo pequenas mudanças na disposição estrutural em algumas áreas, onde casas tradicionais passavam a servir de sede de alguma atividade comercial. 
Naquela época, a cidade ainda não oferecia condições naturais para construção de um porto que pudesse suprir a maioria das atividades comerciais. A saída foi o investimento em construções de atracadouros artificiais no Centro de Fortaleza. Em torno dessa área, muitas casas residenciais passaram a servir de depósitos para suprir a demanda das atividades comerciais crescente. Os proprietários passaram então a ocupar as áreas metropolitanas da cidade. Com a mudança do porto para a região do Mucuripe, nas décadas de 1940 e 1950, a área sofreu um progressivo esvaziamento, e os imóveis, que foram ocupados como depósitos e salas, voltaram a servir de moradia e de pequenos comércios, dando início a um processo de reocupação e urbanização desorganizada.

## Galeria

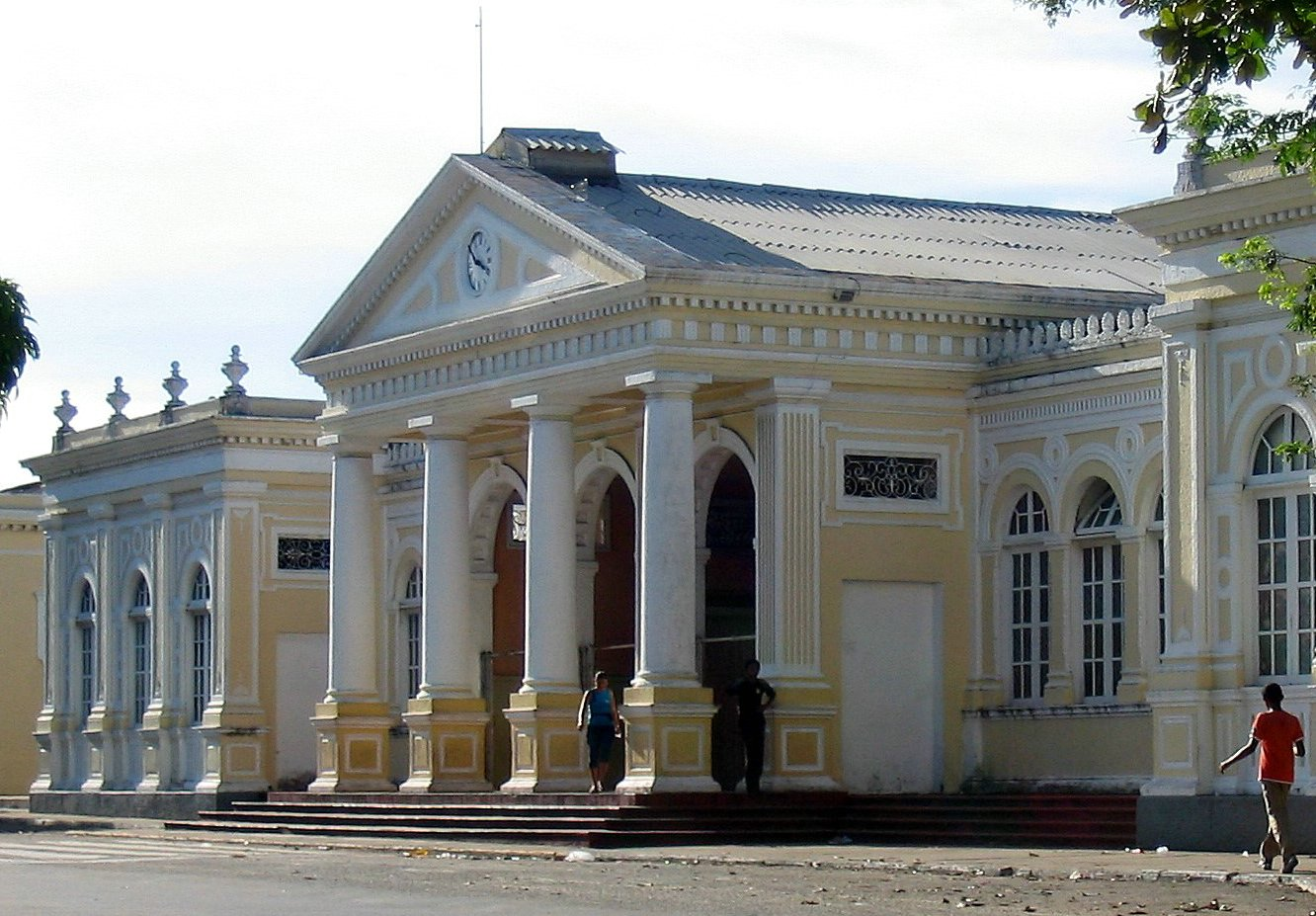
Estação Ferroviária João Felipe, onde se localizada a Praça Castro Carreiro
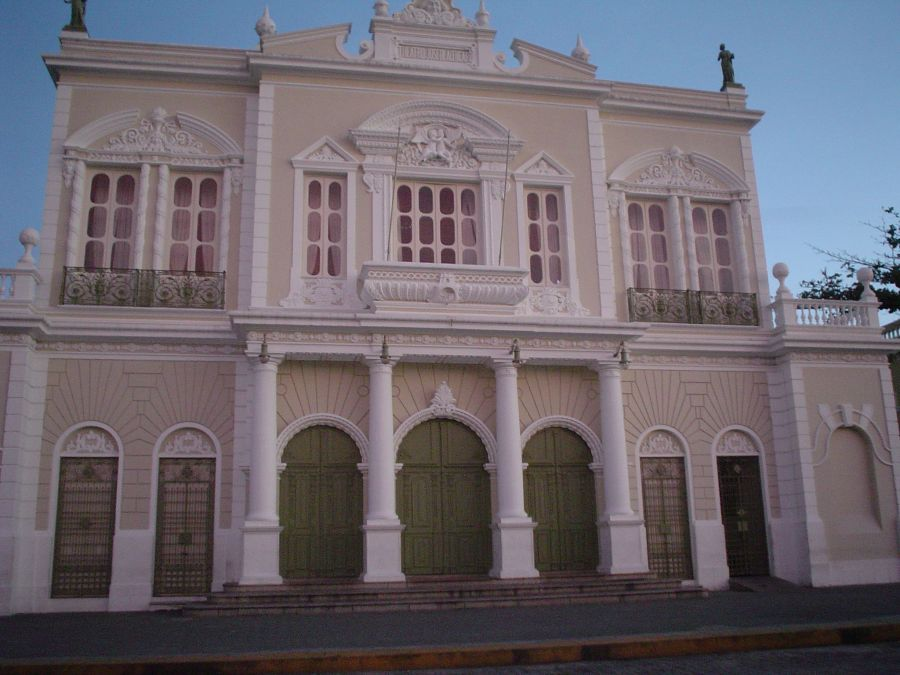
Teatro José de Alencar, onde ocorrem grandes espetáculos
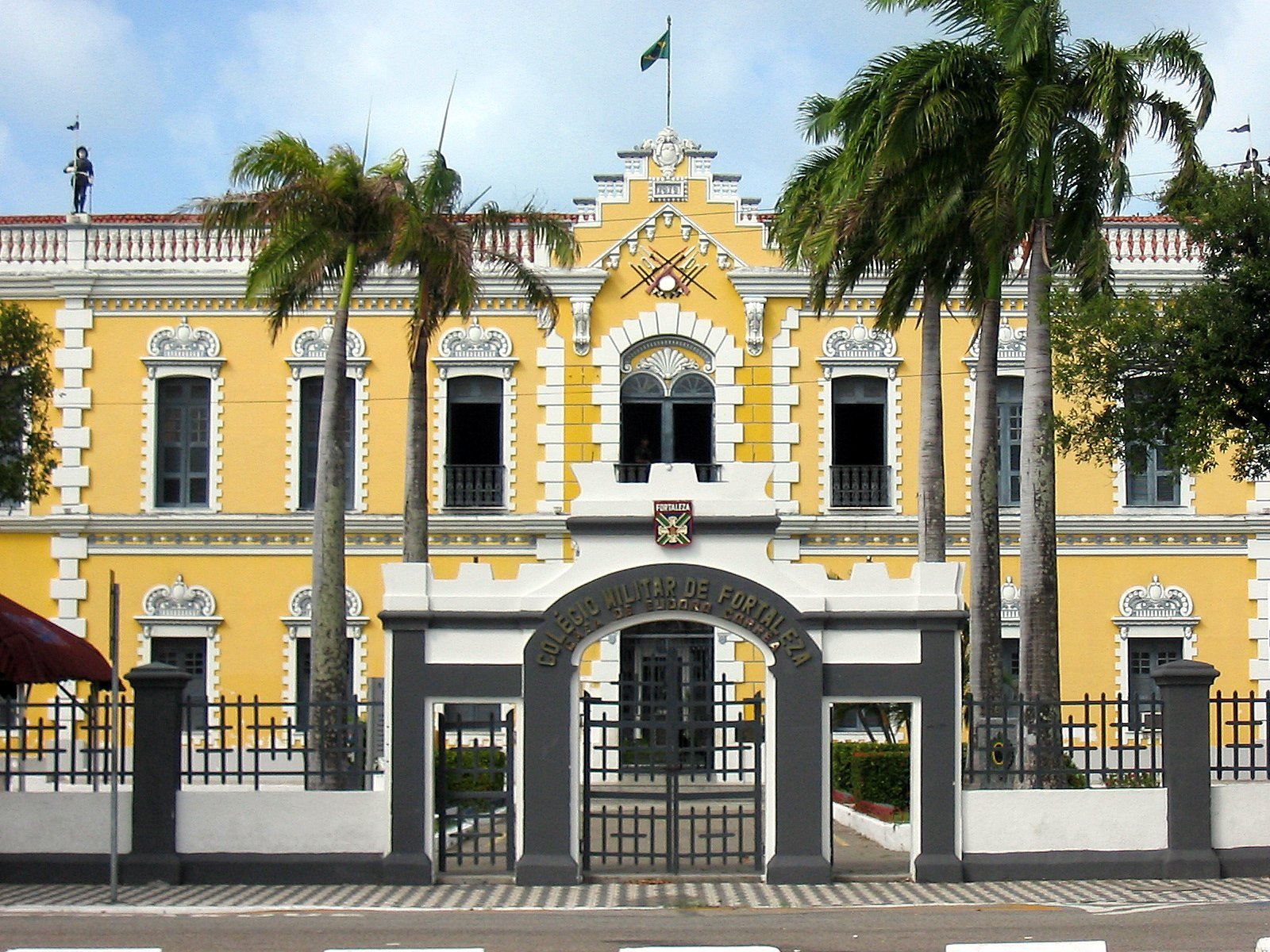
Colégio Militar de Fortaleza, na Avenida Santos Dumont
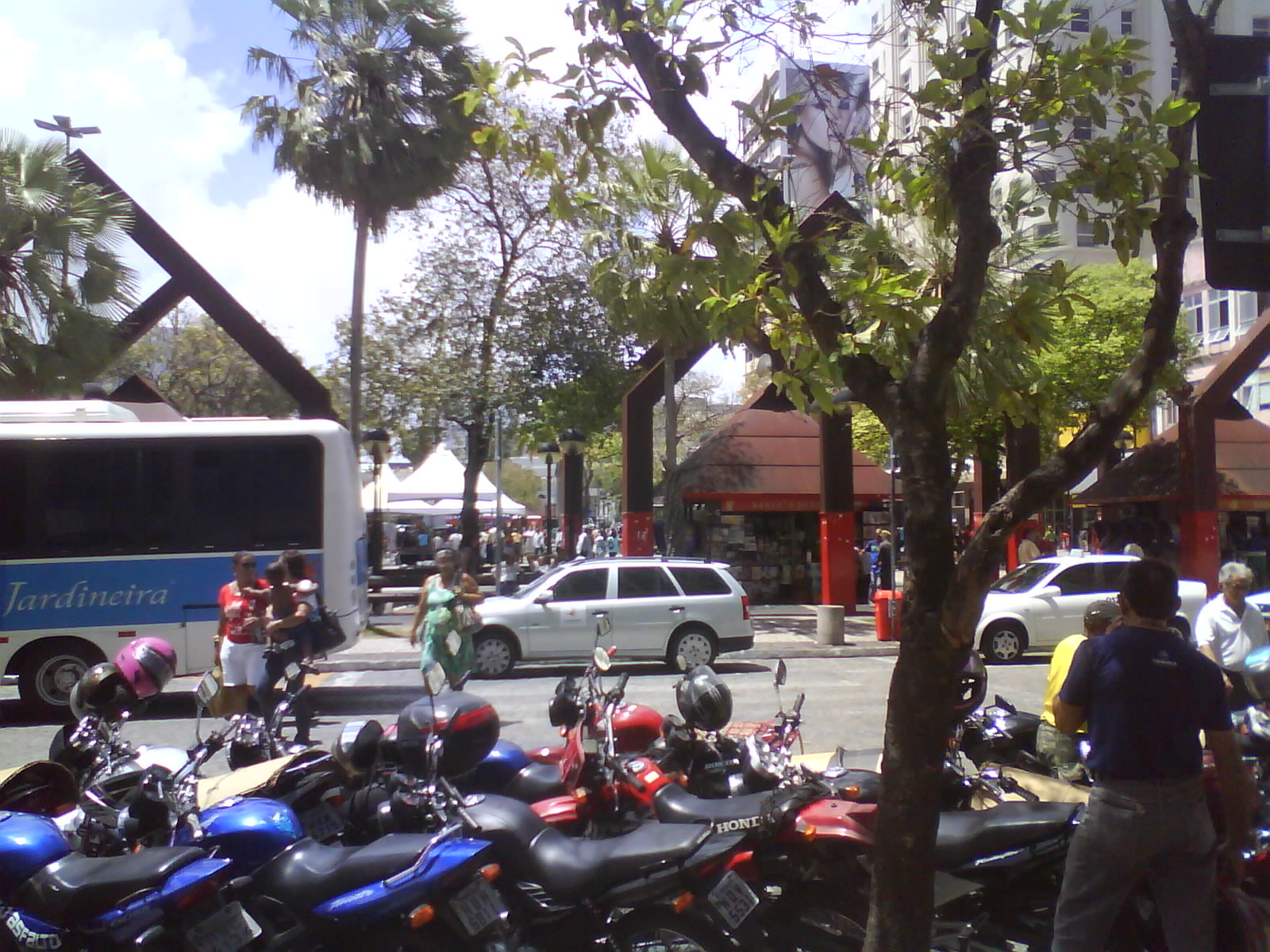
Praça do Ferreira e sua movimentação pela manhã
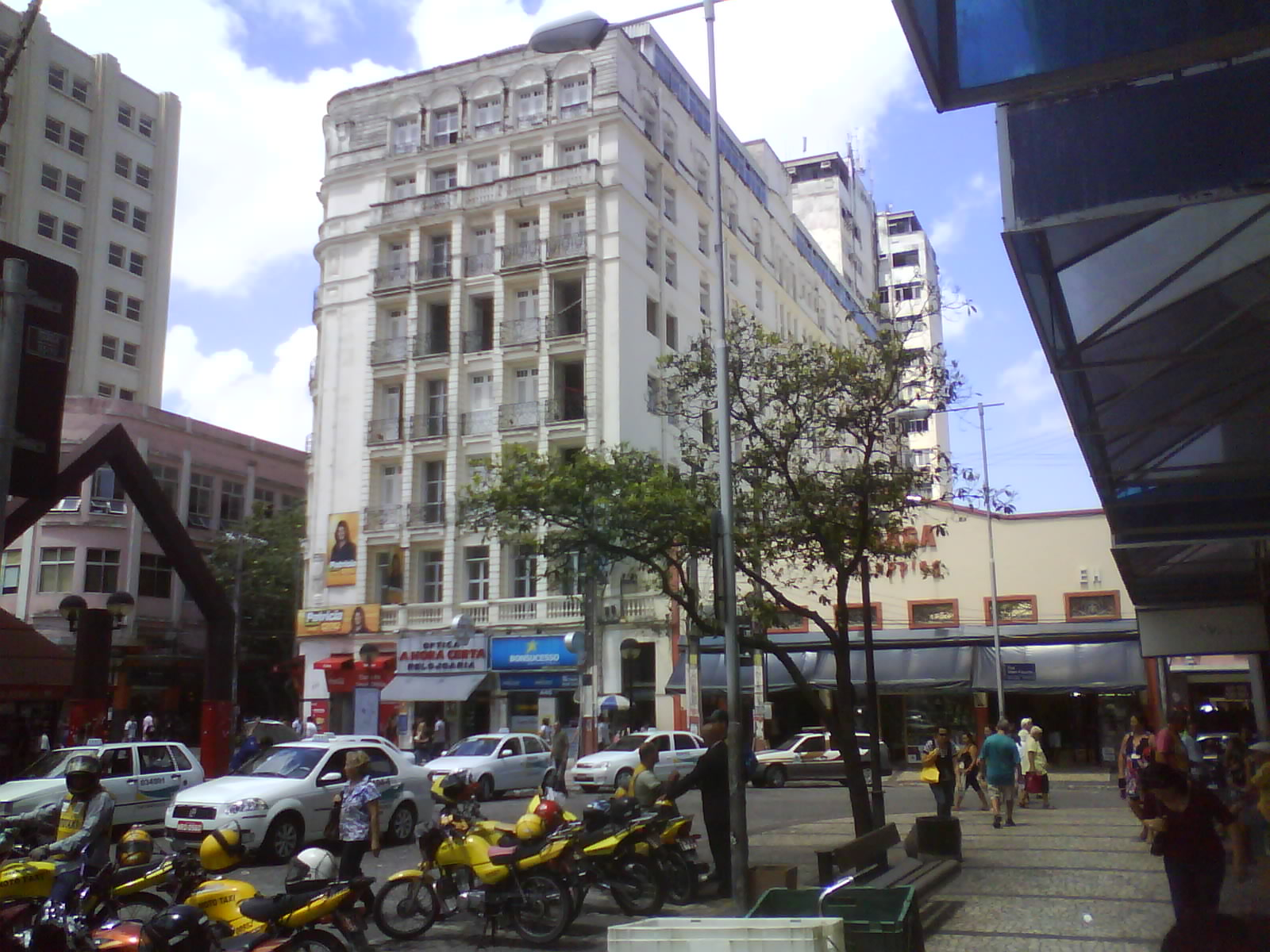
Hotel Excelsior, um dos prédios mais antigos de Fortaleza
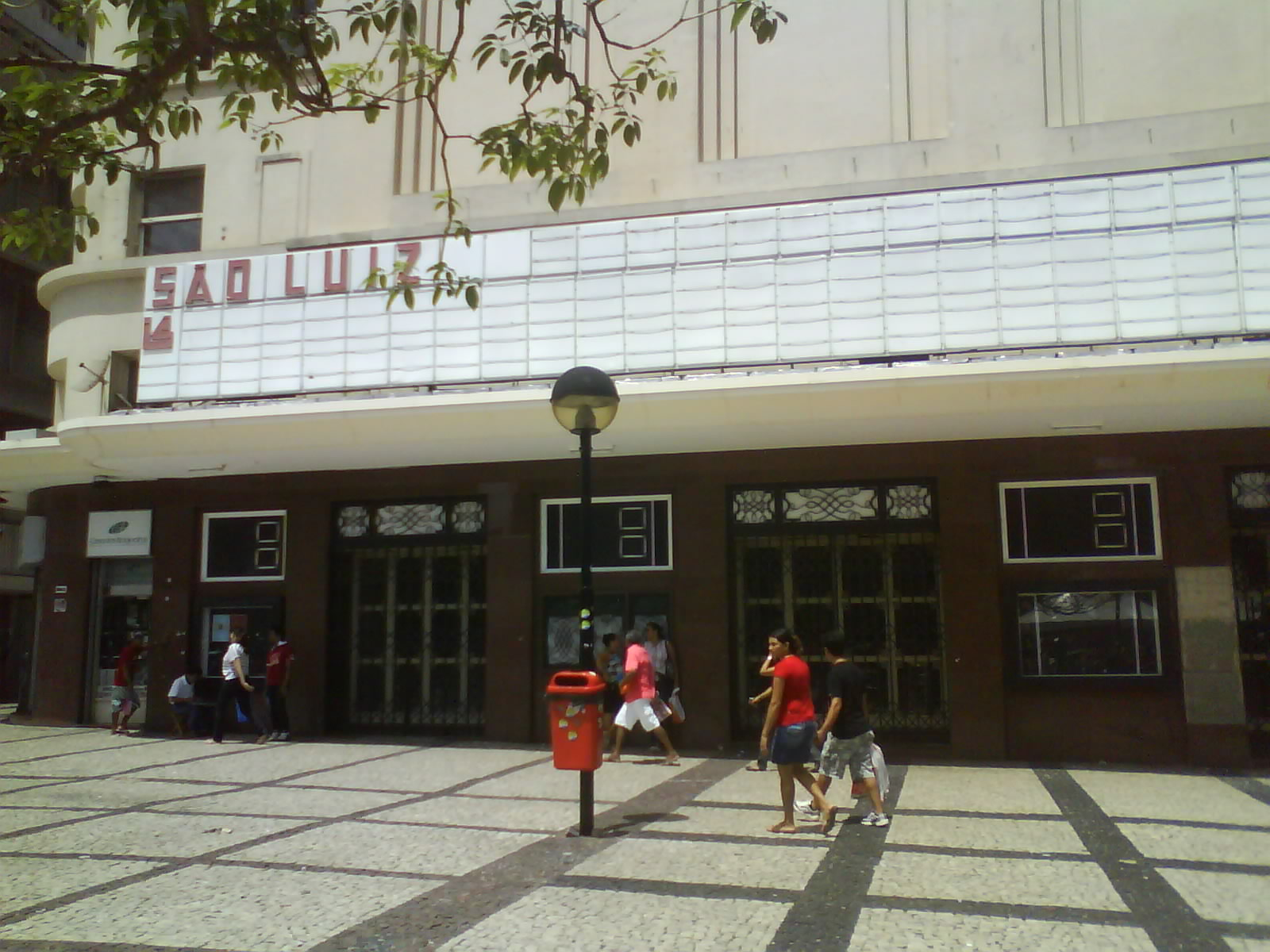
Cine São Luís, cinema antigo de Fortaleza
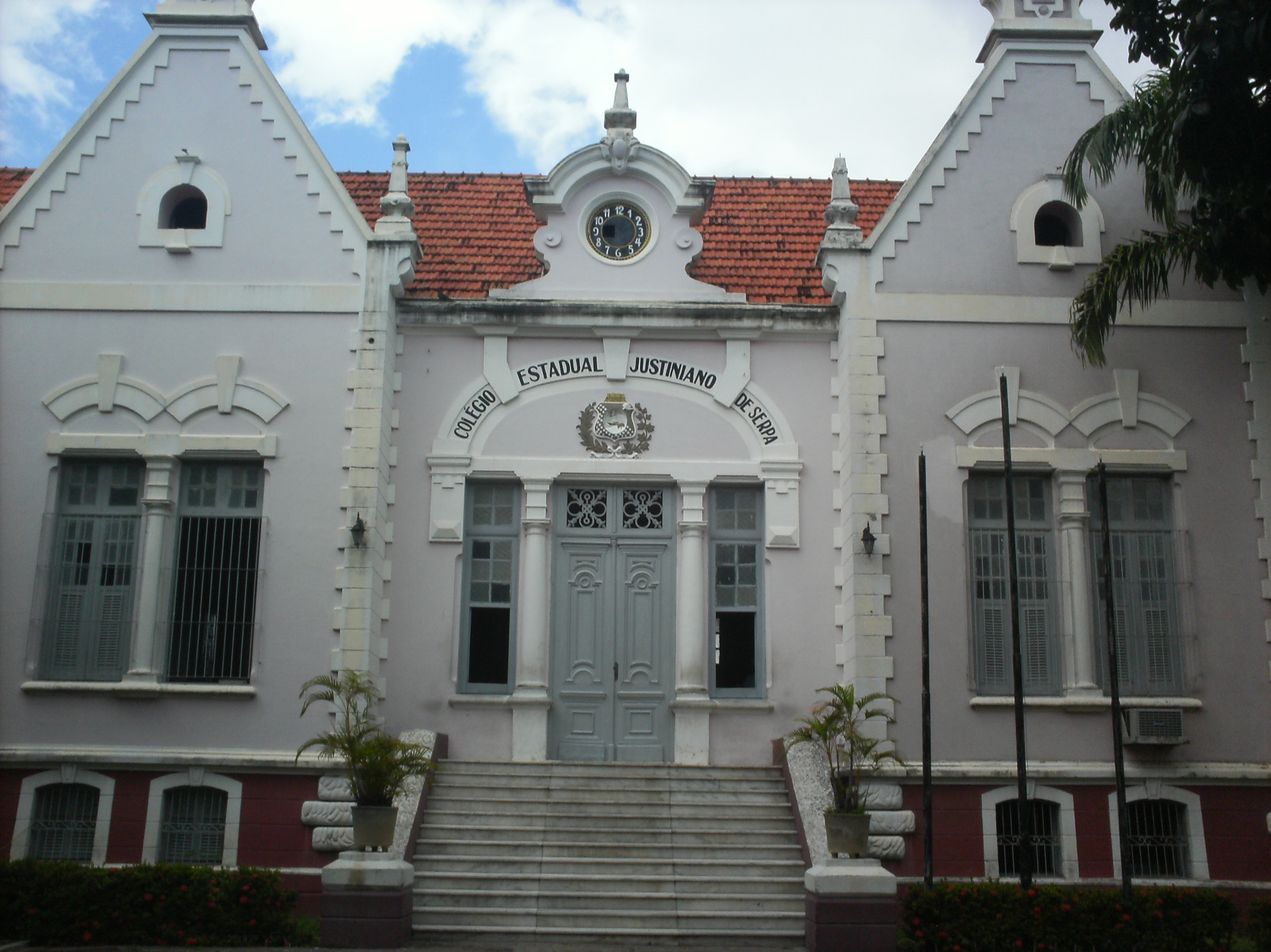
Colégio Justiniano de Serpa, localizado em frente ao Colégio da Imaculada Conceição e à Igreja do Pequeno Grande
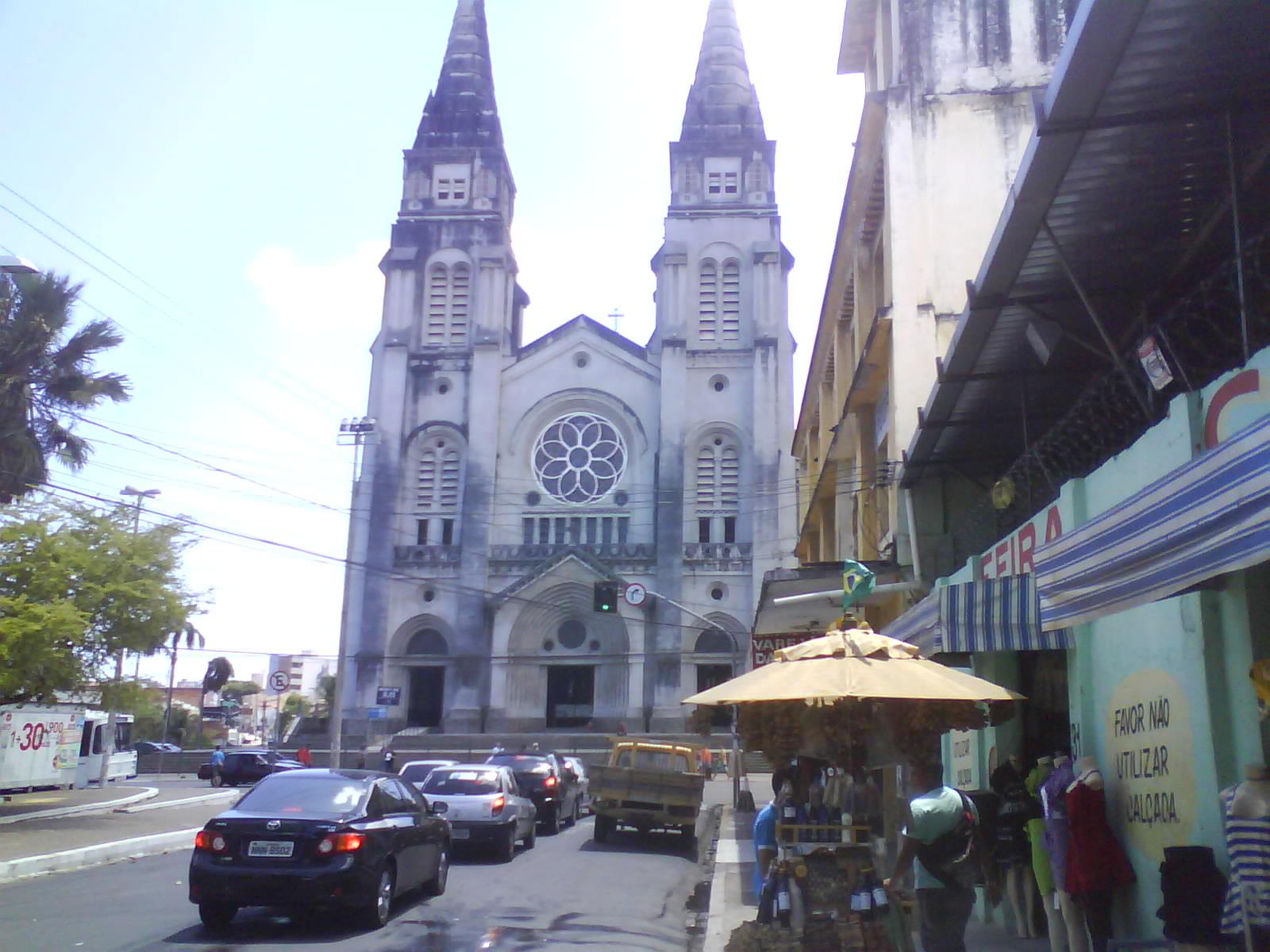
Catedral Metropolitana de Fortaleza, pela manhã, juntamente com o comércio nas ruas Castro e Silva e Conde D'eu
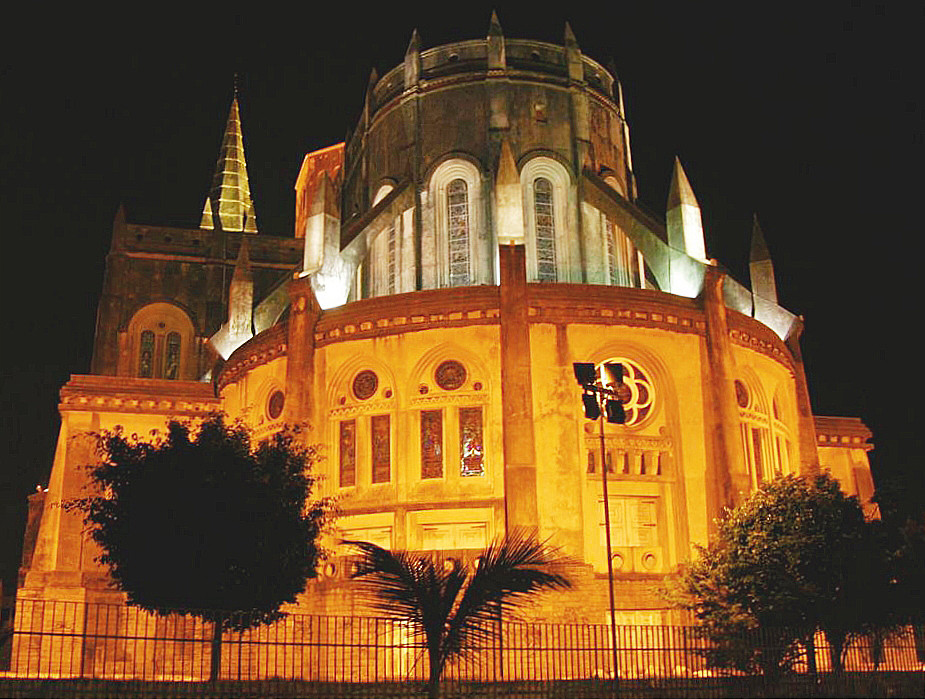
A mesma Catedral Metropolitana de Fortaleza, pela noite
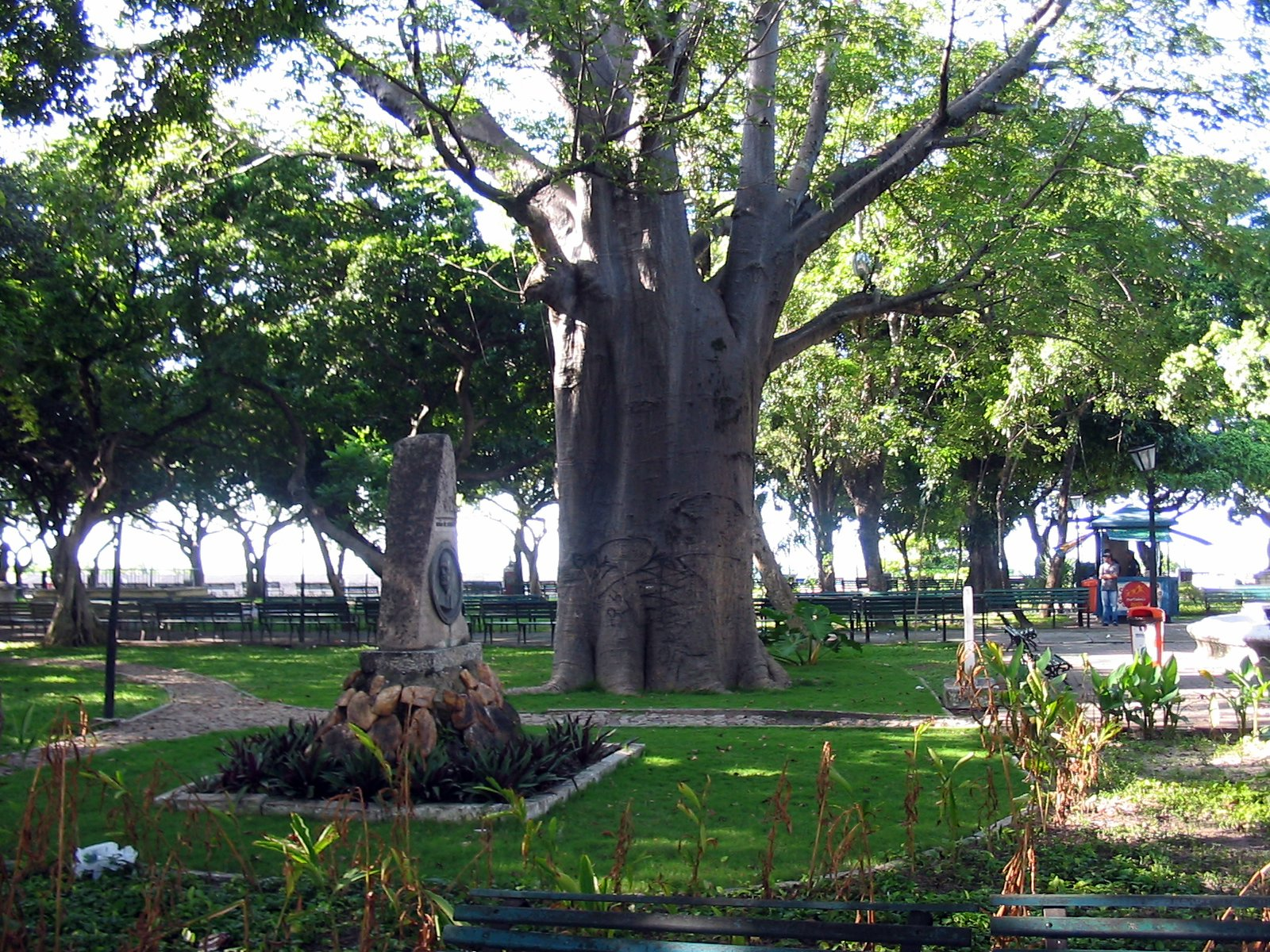
Passeio Público
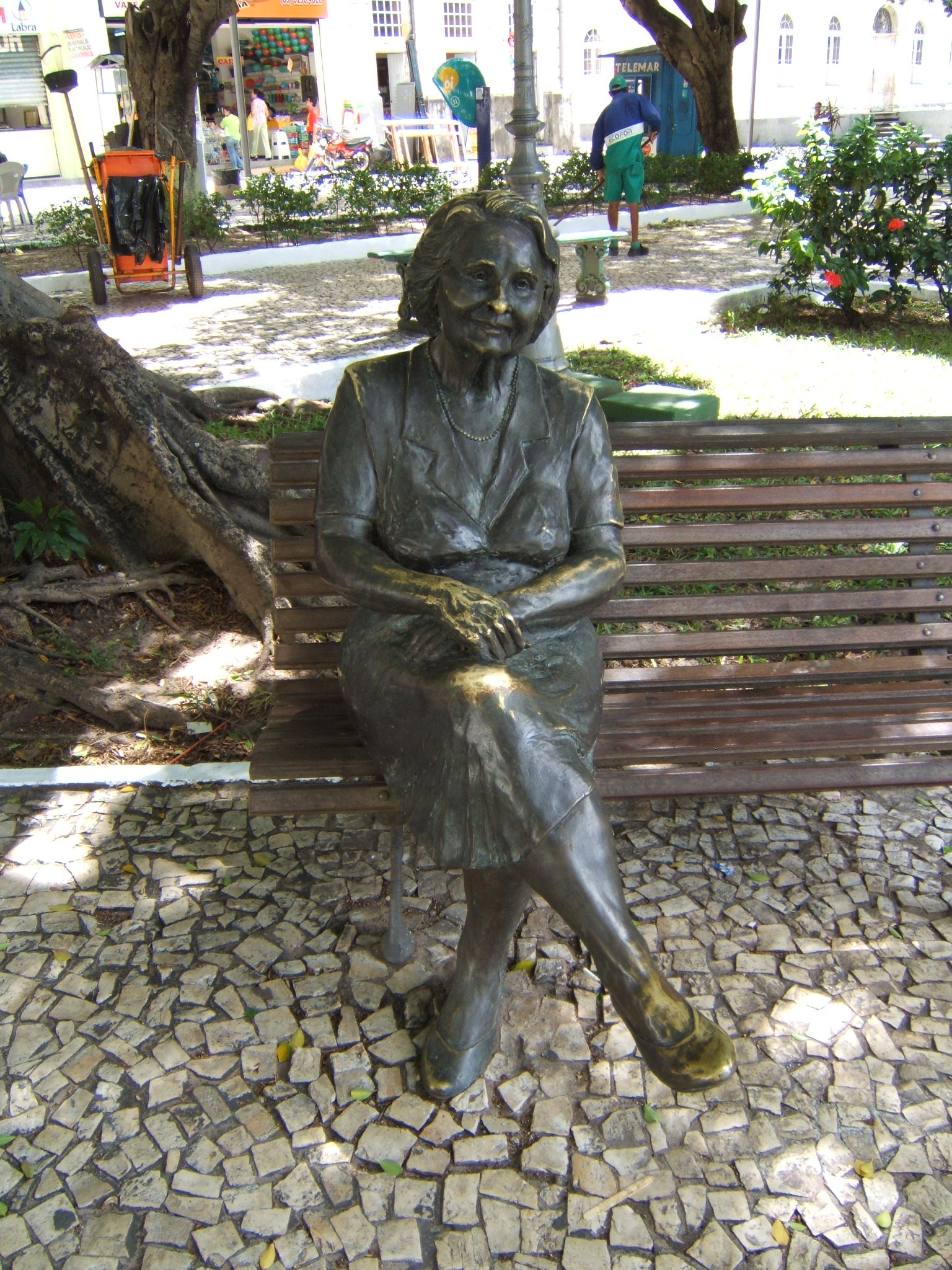
Praça dos Leões, com destaque para a estátua da escritora Rachel de Queiroz
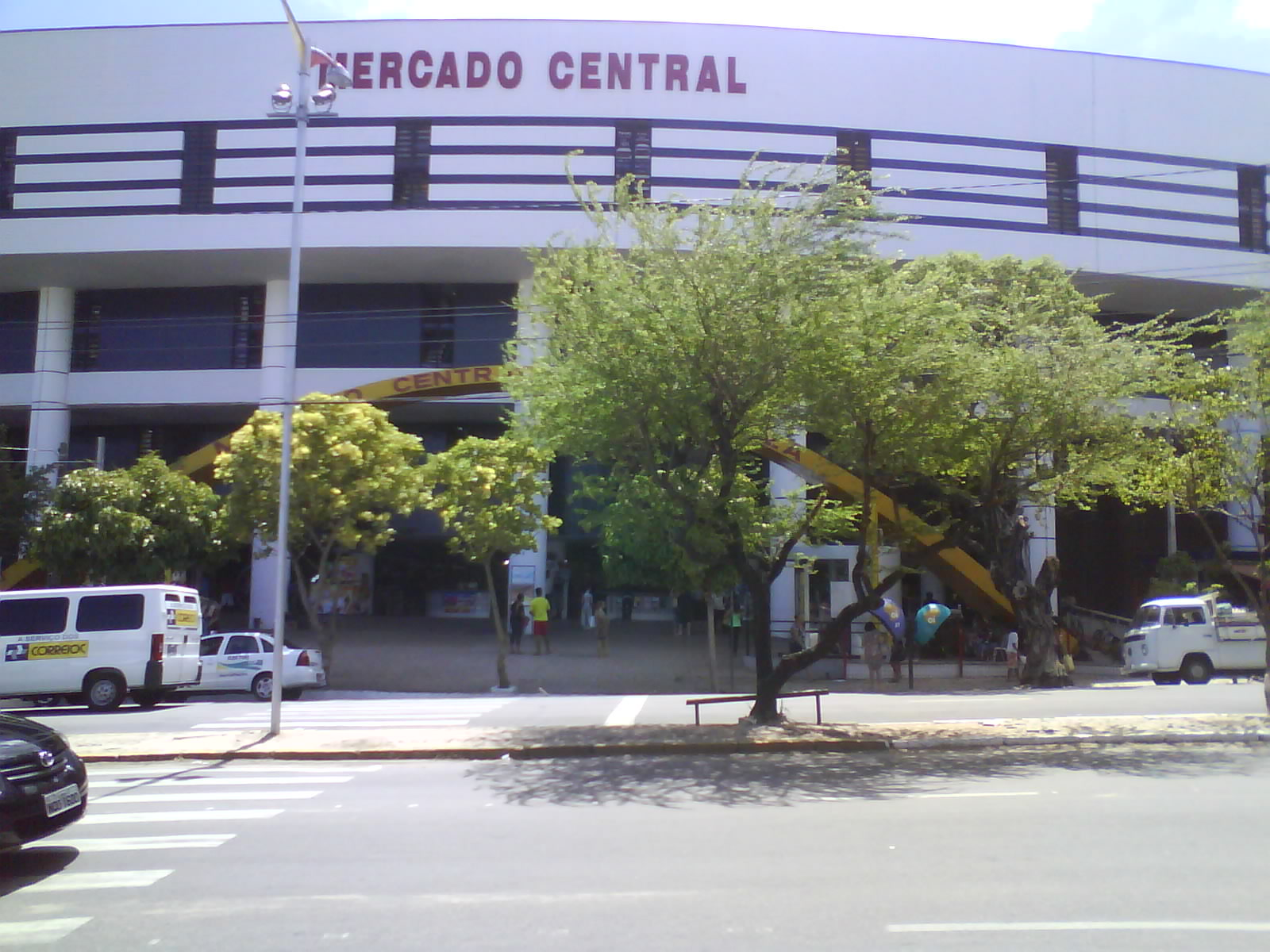
Mercado Central, ponto turístico que fica na Avenida Alberto Nepomuceno
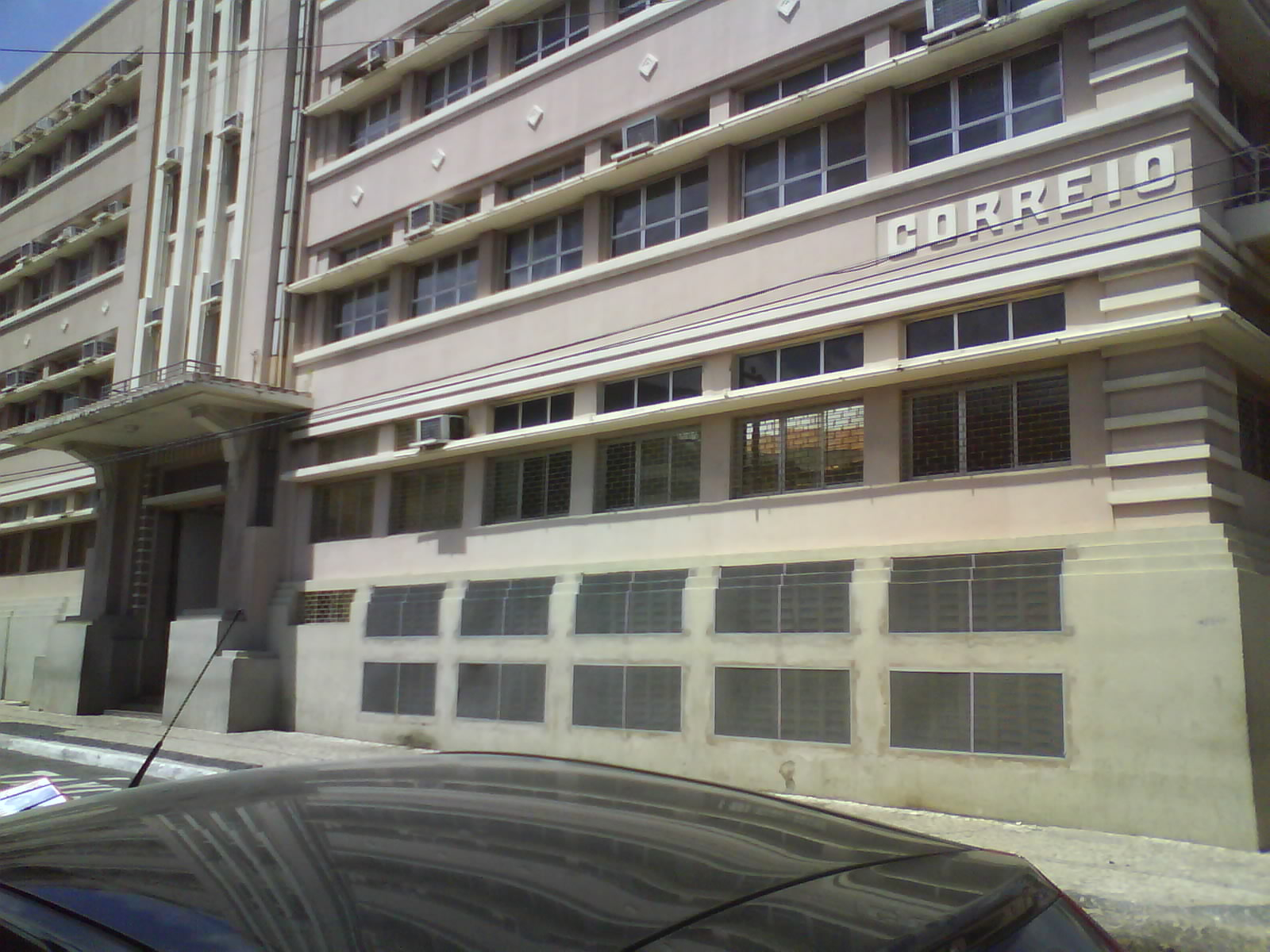
Empresa de Correios e Telégrafos em Fortaleza, na Rua General Bezerril

## Limites
É limitado a norte pelo bairro Moura Brasil e o Oceano Atlântico; a noroeste pelo bairro da Jacarecanga; a oeste pelo bairro Farias Brito; a sul pelo bairro Jose Bonifácio. Vários avenidas formam os limites do Centro, como Domingos Olimpio,Padre Ibiapina Filomeno Gomes. O bairro faz limite ainda com os bairros de Joaquim Távora, Aldeota, Praia de Iracema, Benfica, Farias Brito, Arraial Moura Brasil.